# Kučine (Solin)
Kučine település Horvátországban Split-Dalmácia megyében. Közigazgatásilag Solinhoz tartozik.

## Fekvése
Split központjától 7 km-re keletre, Salona központjától 3 km-re délkeletre, a Mosor-hegység déli lejtőin fekszik. Splittel a 32-es számú menetrendszerű autóbuszjárat köti össze.

## Története
A település feletti 285 méteres Gradina, vagy másképpen Stari grad tetején már a történelem előtti időben vár állt, melyet az itt talált cseréptöredékek és falmaradványok is megerősítenek. Kučine Split térségének egyik legősibb faluja. Nevét a Kuk szikláiról kapta, melyek a település felett, a szomszédos Mravincétől délnyugatra találhatók. Első írásos említése Crnota pap 1144-ben kelt végrendeletében történt, melyben a szláv nyelven „Pot Cilco” nevű helyen fekvő birtokát („in loco, qui slavonica lingua Pot Cilco nominatur”) a spliti Szent Benedek kolostorra hagyja. "Pod Klkom", azaz mai elnevezéssel Pod Kukom (Kuk alatt) pedig egyértelműen a mai Kučinára vonatkoztatható. 1185-ben már Klissza szabad királyi város főesperességéhez tartozó településként említik. 1212-ben egy itteni („in Kilco”) birtok egy földcserével kapcsolatos okiratban szerepel. A 13. században a spliti Szent Benedek kolostornak több birtoka is volt a településen, melyekkel kapcsolatban a helyiekkel perekre is sor került. 1328-ban egy Split városa és a Šubićok közötti határvitában ítélkezik Mauroceno spliti és Gradonico trogiri gróf, mely szerint a kučinei birtok a Šubićok kezén maradt. A török veszély növekedésével a térség stratégiai jelentősége megnőtt és a Kuk csúcsáról a solinai mezőt dél felé egészen Split városáig, kelet felé pedig Klisszáig ellenőrizni lehetett. 1520-ban a velencei Givanni Mauro már említi a Kuk hegyére épített várat. 1534-ben Leonardo Bollani spliti gróf a Klisszától két mérföldre levő vár jelentőségét emeli ki és szükségesnek tartja a rossz állapotban levő falak kijavítását. 1574-ben Murat bég török hada a várat elfoglalta ezzel a vár alatti települések is török kézre kerültek. A kandiai háború utáni békében Kučina formálisan ugyan török kézen maradt, valójában azonban már a velenceiek birtoka volt. A Szent Lukács templom már a 15. században a környék domináns építménye volt. 1495-ben külön is megemlítik a települést és Szent Lukács templomát, míg a szomszédos Mravince ekkor már nem szerepel. Ez volt a vidék egyetlen temploma, melyet annak ellenére, hogy kezére került a török sem rombolt le. 1716-ra a település középkori neve végleg használaton kívül került, innentől már csak Kučine alakban szerepel. 1797-ben a Velencei Köztársaság megszűnésével a település a Habsburg Birodalom része lett. 1806-ban Napóleon csapatai foglalták el és 1813-ig francia uralom alatt állt. Napóleon bukása után ismét Habsburg uralom következett, mely az első világháború végéig tartott. A falunak 1857-ben 142, 1910-ben 308 lakosa volt. Az I. világháború után rövid ideig az Olasz Királyság, ezután a Szerb-Horvát-Szlovén Királyság, majd Jugoszlávia része lett. A második világháború idején olasz csapatok szállták meg. A háború után a település a szocialista Jugoszlávia része lett. Lakossága 2011-ben 974 fő volt.

## Lakosság
| Lakosság változása | Lakosság változása | Lakosság változása | Lakosság változása | Lakosság változása | Lakosság változása | Lakosság változása | Lakosság változása | Lakosság változása | Lakosság változása | Lakosság változása | Lakosság változása | Lakosság változása | Lakosság változása | Lakosság változása | Lakosság változása | Lakosság változása |
| ------------------ | ------------------ | ------------------ | ------------------ | ------------------ | ------------------ | ------------------ | ------------------ | ------------------ | ------------------ | ------------------ | ------------------ | ------------------ | ------------------ | ------------------ | ------------------ | ------------------ |
| 1857               | 1869               | 1880               | 1890               | 1900               | 1910               | 1921               | 1931               | 1948               | 1953               | 1961               | 1971               | 1981               | 1991               | 2001               | 2011               | 2021               |
| 142                | 175                | 184                | 167                | 235                | 308                | 308                | 361                | 421                | 433                | 436                | 413                | 396                | 559                | 710                | 974                | 1.082              |

#### 1991 Népszámlálás
| Kučine |
| --- |
| 1991 |
| · total: 559 Horvátok 527 (94,27%) Szerbek 9 (1,61%) Jugoszlávok 8 (1,43%) Szlovének 4 (0,71%) Montenegróiak 1 (0,17%) Olaszok 1 (0,17%) nondeclared 6 (1,07%) unknown 3 (0,53%) |

## Nevezetességei
- Szent Lukács evangélista tiszteletére szentelt temploma középkori eredetű, a 15. században már bizonyosan állt. A templom egyhajós, faragott kőtömbökből épült. Homlokzatán a bejárat két oldalán két kis négyszögletű ablak, felette az oromzaton nyitott harangtorony látható benne egy haranggal.
- A 285 méter magas Gradinán történelem előtti vár állt, melyet a velencei-török háborúk idején a velenceiek megerősítettek. Falai déli irányban a Mosor-hegység oldalában levő Szent Péter templomig értek.
- A Kuk hegyére a török veszély idején a solinai mező lakói építettek várat, ahol a támadások idején meghúzták magukat. 1539-ben lerombolta a török, de újjáépítették. 1574-ben végleg török kézre került, azóta rom.